# 레릭
《레릭》(영어: The Relic)은 미국에서 제작된 피터 하이엄스 감독의 1997년 괴수 공포 스릴러 영화이다. 퍼넬러피 앤 밀러 등이 출연하였고, 샘 머서 등이 제작에 참여하였다.

## 줄거리
시카고의 필드 자연사 박물관의 인류학자 존 휘트니는 남아메리카의 한 부족을 연구하고 부족민이 만든 수프를 마신다. 얼마 지나지 않아 휘트니는 상선 선장에게 시카고로 보내려던 화물을 배에서 내려달라고 요청한다. 선장은 배의 출발을 지연시키고 싶지 않아 거절하고, 휘트니는 몰래 배에 탑승한다. 화물을 찾지 못한 그는 비명을 지른다.
6주 후, 배는 승무원 없이 미시간호에 도착한다. 시카고 경찰국 살인 사건 형사 빈센트 다고스타 경위와 그의 파트너인 홀링스워스 경사는 배를 조사하고 빌지에서 수십 구의 시체를 발견한다.
7일 후, 진화생물학자 마고 그린은 박물관에 출근하여 동료 그레그 리가 이미 자신을 위해 연구 보조금을 받았음에도 불구하고 자신이 노리는 동일한 연구 보조금에 지원하고 있음을 알게 된다. 비행기로 도착한 후, 마고와 그녀의 멘토인 앨버트 프록은 휘트니의 상자를 조사하고 잎사귀 침대와 신화 속 숲 괴물인 "코토가"의 석상 외에는 아무것도 없음을 발견한다. 마고는 잎사귀에서 곰팡이를 발견하고 분석을 의뢰한다. 남은 잎사귀는 소각된다. 그날 밤, 경비원 프레데릭 포드는 보이지 않는 생물에 의해 배의 승무원처럼 살해된다. 다고스타는 연관성을 의심한다. 살인자가 아직 박물관 안에 있다고 믿고 경찰이 수색을 마칠 때까지 박물관을 폐쇄하라고 명령한다. 박물관장 앤 커스버트는 항의하며 중요한 다가올 전시회를 언급한다.
마고는 곰팡이가 여러 동물 종에서 발견되는 고농도의 호르몬을 포함하고 있음을 발견한다. 잎사귀가 담긴 용기에서 그녀는 곤충과 파충류 DNA를 가진 돌연변이 딱정벌레를 발견하는데, 이것은 얼마 전에 용기 안으로 미끄러져 들어갔다. 마고는 무거운 책으로 돌연변이를 으깬다. 포드의 부검 결과 그의 시상하부가 배의 시체들처럼 뇌에서 추출되었음이 밝혀진다. 박물관 지하실에서 경찰은 정신 질환을 앓고 있는 노숙자 전과자에게 놀라 그를 죽인다. 그에게서 포드의 지갑과 배 승무원 중 한 명의 신분증을 발견하자 모두가 용의자가 사망했다고 가정하고 사건이 종결되었다고 생각한다. 그럼에도 불구하고 다고스타는 회의적이지만, 로버트 오웬 시장과 박물관 보안 책임자 톰 파킨슨은 그에게 전시회를 진행하도록 강요한다.
다고스타는 개장 밤에 주 전시 홀을 제외한 모든 박물관 구역의 봉쇄를 명령한다. 실험실 구역에 갇힌 프록과 마고는 계속 작업하며 포드의 살인자가 잎사귀에 있는 호르몬을 노리고 있음을 발견한다. 다고스타와 몇몇 경찰관은 지하실 터널을 다시 수색한다. 그들은 생물에게 공격을 받아 K-9 경관 브래들리와 경찰견이 사망한다. 다고스타는 홀링스워스에게 박물관을 대피시키라고 말하지만 너무 늦다. 주 홀에서 살해된 경찰관의 머리 없는 시체가 군중 속으로 떨어져 혼란을 야기한다. 히스테리 속에서 박물관의 경보가 울리고 보안 시스템이 고장 나 작은 그룹의 사람들이 안에 갇힌다. 두 명의 경비원이 전원을 복구하려고 하지만 보이지 않는 생물에게 살해된다.
다고스타는 실험실에서 마고와 프록을 만난다. 그곳에서 거대한 키마이라 괴물인 코토가로 밝혀진 생물이 그들을 공격한다. 그들은 강철 문을 닫아 막는다. 마고는 곰팡이가 더 작은 생물을 변이시켰다고 이론화하고, 프록은 먹을 잎사귀가 없으면 코토가가 본능적으로 가장 가까운 대체물인 인간의 시상하부를 찾다가 목표물이 없어지면 죽을 것이라고 말한다. 그는 또한 부족이 곰팡이를 알고 있었고 외부 위협에 대처하기 위해 인간이나 동물에게 사용한 다음 위협이 무력화될 때까지 숨어 있었다고 가정한다. 코토가는 "굶주림"으로 죽었다. 다고스타는 무전기를 찾아 홀링스워스에게 오래된 석탄 터널을 통해 박물관 손님들을 안내하라고 말한다. 톰, 그레그, 그리고 후원자인 블레이즈데일 부부는 가지 않겠다고 거부하고, 경찰관 맥널리는 그들을 지키기 위해 뒤에 남는다. 코토가는 주 홀로 돌아와 그들과 채광창을 통해 들어온 S.W.A.T. 요원들을 살해한다.
마고는 코토가가 부분적으로 파충류이고 변온동물이므로 액체 질소를 사용하여 죽일 것을 제안한다. 실험실에서 남은 잎사귀를 수집하는 동안 마고와 다고스타는 프록이 사망했음을 발견한다. 하수구에서 다고스타는 잎사귀를 사용하여 코토가를 석탄 터널에서 유인하여 손님들이 탈출할 수 있도록 하지만, 경찰관 베일리와 한 손님이 사망한다. 그러나 액체 질소는 생물에게 영향을 미치지 않는다. 마고와 다고스타는 도망친다. 실험실에서 그녀의 컴퓨터는 코토가의 인간 DNA 분석을 완료하여 존 휘트니가 부족민의 수프를 마신 후 변이된 코토가임을 밝힌다.
코토가는 천장을 뚫고 실험실로 돌진하고, 다고스타는 밖에 갇힌다. 코토가는 마고를 쫓아가 코너에 몰아넣고 갑자기 망설이는데, 그녀를 알아보는 듯하다. 마고는 폭발적인 불을 지펴 코토가를 불태우고, 해골화 탱크 안에 숨어 살아남는다. 새벽이 되자 다고스타와 경찰 팀이 실험실로 진입하여 코토가의 불에 탄 유해를 보고 탱크에서 마고를 구출한다.

## 출연진
- 퍼넬러피 앤 밀러
- 톰 사이즈모어
- 린다 헌트
- 제임스 휘트모어
- 클레이턴 로너
- 치 모이 로
- 토머스 라이언
- 로버트 레서
- 콘스턴스 타워스
- 존 캐펄로스
- 데이비드 프로발
- 돈 하비
- 브라이언 스틸

## 기타 제작진
- 배역: 페니 페리
- 미술: 필립 해리슨
- 특수 효과: 스탠 윈스턴 스튜디오, 그레고리 L. 맥머리